# Tiger Automobile
Die Tiger Automobile GmbH war ein deutscher Hersteller von Automobilen.

## Unternehmensgeschichte
Andreas und Hans-Joachim Schwarz gründeten 1994 das Unternehmen in Eppingen und begannen mit der Produktion von Automobilen. Das Kraftfahrt-Bundesamt trug das Unternehmen am 8. August 1994 als Fahrzeughersteller ein. Der Markenname lautete Tiger. 1995 endete die Produktion. Es ist keine Verbindung zu Fahrzeugbau Seitner-Leonhardt bekannt, die im nahen Bretten bis 1992 ähnliche Fahrzeuge herstellten.

## Fahrzeuge
Das einzige Modell ähnelte dem FMR Tg 500. Die selbsttragende Monocoque-Karosserie bestand aus kohlenstofffaserverstärktem Kunststoff und bot zwei Personen hintereinander Platz. Für den Antrieb sorgte ein Vierzylindermotor vom Mini Cooper mit 1275 cm³ Hubraum und 64 PS Leistung. Das Fahrzeug war 316 cm lang. Der Neupreis betrug über 70.000 DM.